# Eurométropole de Metz
L'Eurométropole de Metz est une métropole française du département de la Moselle en région Grand Est, centrée sur la ville de Metz.
Cette structure intercommunale ne constituait pas une métropole au sens de la réforme des collectivités territoriales françaises et de l'acte III de la décentralisation, avant la loi du 28 février 2017 qui permet aux chefs-lieux de région d'accéder au statut métropolitain. Ce passage au statut de métropole s'est officiellement effectué le 1er janvier 2018 sans passage préalable au statut de communauté urbaine.

## Historique
Le 30 janvier 1975, une première structure de coopération intercommunale s'organise autour de Metz, le District de l'agglomération messine, qui compte à l'origine huit communes : Le Ban-Saint-Martin, Metz, Montigny-lès-Metz, Moulins-lès-Metz, Longeville-lès-Metz, Saint-Julien-lès-Metz, Marly et Vantoux. Le District se dote de deux compétences principales : transports en commun et service de lutte contre l’incendie.
De 1995 à 2001, le District étend son périmètre avec l’ajout des communes de Cuvry en juillet 1996 et La Maxe en octobre 1998 ; il se dote de nouvelles compétences et passe à une fiscalité propre.
En 1999, des études et réflexions sont faites pour faire évoluer le District en une autre forme d’établissement public de coopération intercommunale. Contraint par la nouvelle législation à se transformer, il devient le 1er janvier 2002 une communauté d'agglomération baptisée « Metz Métropole » (également « CA2M » à l'origine), que dix-huit autres communes rejoignent : Amanvillers, Ars-Laquenexy, Augny, Chieulles, Coin-lès-Cuvry, Coin-sur-Seille, Jussy, Lessy, Lorry-les-Metz, Mey, Noisseville, Nouilly, Plappeville, Sainte-Ruffine, Saulny, Scy-Chazelles, Vaux et Woippy.
De nouvelles extensions ont porté le nombre des membres à trente-cinq en janvier 2003 avec Châtel-Saint-Germain, Gravelotte, Pouilly, Pournoy-la-Chétive, Rozérieulles, Vany et Vernéville, trente-sept en janvier 2004 avec Laquenexy et Saint-Privat-la-Montagne, trente-huit en janvier 2006 avec Ars-sur-Moselle et quarante en 2007 avec Féy et Marieulles.
Le 17 juin 2009, l'organisme se renomme en Metz Métropole, avec une nouvelle identité visuelle.
Au 1er janvier 2014, la communauté d’agglomération de Metz Métropole a fusionné avec la communauté de communes du Val Saint-Pierre (4 communes : Chesny, Jury, Mécleuves et Peltre). Le nom officiel est bien la communauté d’agglomération « Metz Métropole » et le nombre de communes membres est désormais de quarante-quatre.
La loi du 28 février 2017 prévoit qu'une intercommunalité peut obtenir par décret le statut de métropole lorsqu'elle comprend, dans son périmètre, au 31 décembre 2015, le chef-lieu de région, et qu'elle est centre d'une zone d'emplois de plus de 500 000 habitants. Ainsi, le 1er janvier 2018, Metz Métropole a officiellement accédé au statut de métropole, acté par le décret no 2017-1412 du 27 septembre 2017 paru au Journal Officiel de la République Française (JORF).
Le 1er janvier 2022, la commune de Roncourt intègre la métropole et le 1er janvier 2023, c'est la commune de Lorry-Mardigny.

### Grands projets des années 2010
Cinq projets d’envergure s'inscrivent dans une démarche d'évolution et d'amélioration de la Métropole de Metz :
- le nouveau quartier de l'Amphithéâtre : espace de vie (parc de la Seille) et d'échanges sous le centre-ville, centre Pompidou-Metz, futur centre des congrès.
- le site de Mercy, pôle santé-innovation de Mercy, au sud-est de la ville sous le quartier de La Grange-aux-Bois : un site de 58 ha accueille le nouvel hôpital de Mercy du centre hospitalier régional de Metz-Thionville (12 ha) (519 lits) qui remplace l'hôpital Bon Secours qui était situé en centre-ville. Une maternité, en construction (3 ha) et une zone d'activité mixte sur 43 ha (entreprises et services dans le domaine de la santé) compléteront le site[6].
- le projet de transport en commun en site propre Mettis : deux lignes de bus à haut niveau de service (18 km) entrées en service le 6 octobre 2013 ;
- le projet d’aménagement et rénovation du mont Saint-Quentin[7] ;
- le site de Lauvallières : à Nouilly et Vantoux au nord-est de Metz, construction du nouvel hôpital Robert-Schuman qui regroupera les hôpitaux privés de Metz et des activités artisanales.

### Bataille juridique sur le choix du nom
Le 10 mai 2021, le conseil métropolitain annonce son souhait de changer la dénomination de la collectivité pour devenir l'Eurométropole de Metz. Toute l'administration utilise dès lors ce nom dans ses documents, ses communications ou son site internet, et adopte un nouveau logo. En septembre, le préfet de Moselle Laurent Touvet dépose un recours contre ce changement, décision qui est contestée par la métropole devant le tribunal administratif de Strasbourg. Le 4 novembre 2024, le tribunal rejette le recours du fait de la non présence d'un pays européen limitrophe avec l'emprise de la métropole. Le président et maire de Metz François Grosdidier fait appel le lendemain.

### Identité visuelle

Ancien logo de Metz Métropole de janvier 2002 à juin 2009.
Logo de Metz Métropole de juin 2009 au 1er janvier 2018.
Logo de Metz Métropole du le 1er janvier 2018 au 16 septembre 2021.
Nouveau logo de l'Eurométropole de Metz.

## Territoire communautaire

### Composition

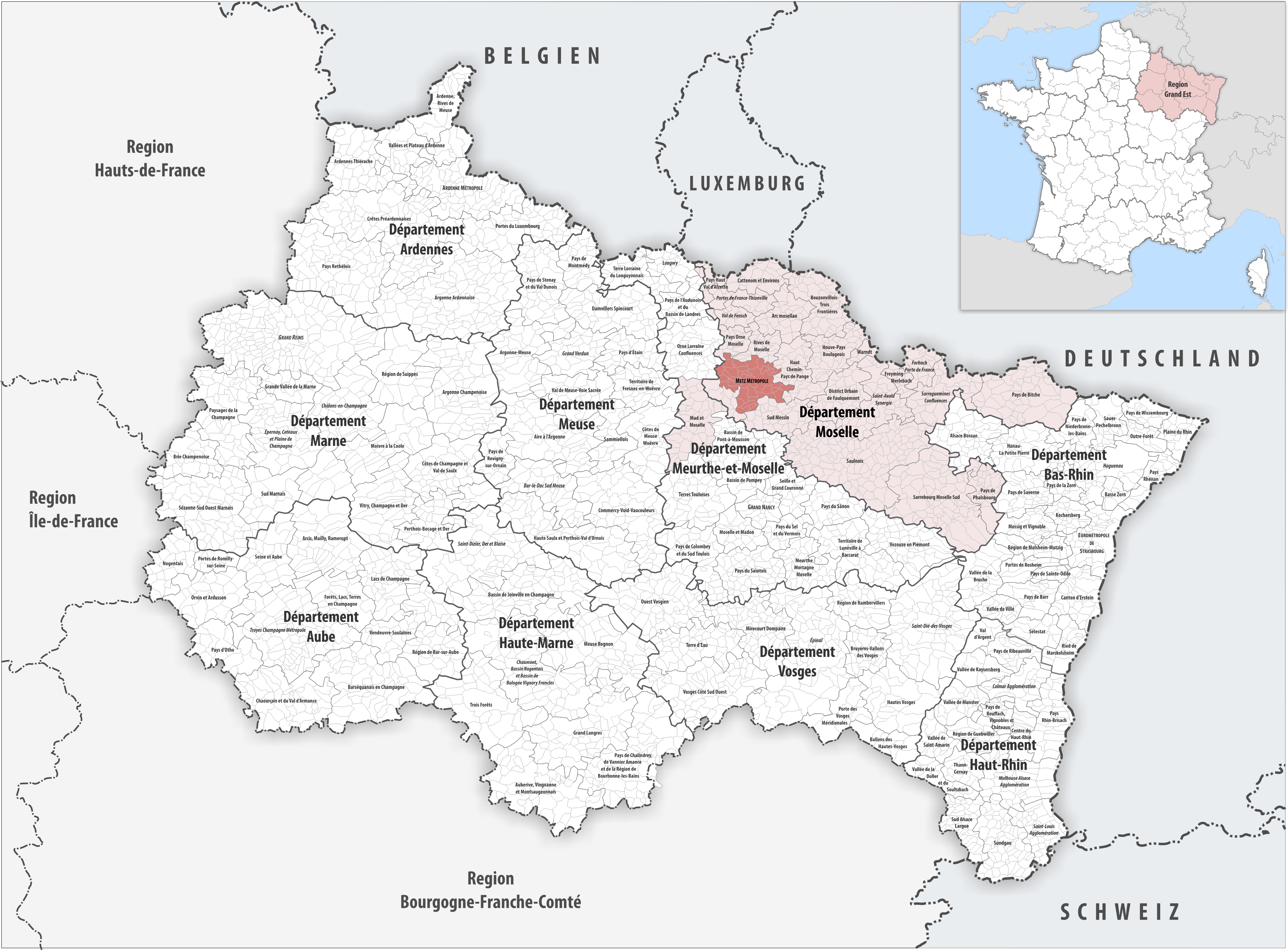
L'Eurométropole de Metz au sein du Grand Est.

La métropole est composée des 46 communes suivantes :

| Nom                      | Code Insee | Gentilé             | Superficie (km2) | Population (dernière pop. légale) | Densité (hab./km2) |
| ------------------------ | ---------- | ------------------- | ---------------- | --------------------------------- | ------------------ |
| Metz (siège)             | 57463      | Messins             | 41,94            | 121 695 (2022)                    | 2 902              |
| Amanvillers              | 57017      | Amanvillois         | 9,76             | 2 154 (2022)                      | 221                |
| Ars-Laquenexy            | 57031      | Ars-Laquenexois     | 6,25             | 938 (2022)                        | 150                |
| Ars-sur-Moselle          | 57032      | Arsois              | 11,6             | 4 645 (2022)                      | 400                |
| Augny                    | 57039      | Aunéens             | 14,98            | 2 127 (2022)                      | 142                |
| Le Ban-Saint-Martin      | 57049      | Ban-Saint-Martinois | 1,59             | 4 637 (2022)                      | 2 916              |
| Châtel-Saint-Germain     | 57134      | Castelgerminois     | 12,88            | 1 869 (2022)                      | 145                |
| Chesny                   | 57140      | Chesnois            | 4,34             | 557 (2022)                        | 128                |
| Chieulles                | 57142      | Chieullois          | 2,61             | 413 (2022)                        | 158                |
| Coin-lès-Cuvry           | 57146      | Cotocunerois        | 6,65             | 817 (2022)                        | 123                |
| Coin-sur-Seille          | 57147      | Cydoniens           | 3,31             | 334 (2022)                        | 101                |
| Cuvry                    | 57162      | Cuvréiens           | 5,44             | 1 040 (2022)                      | 191                |
| Féy                      | 57212      | Fagiens             | 5,66             | 741 (2022)                        | 131                |
| Gravelotte               | 57256      | Gravelottins        | 5,66             | 813 (2022)                        | 144                |
| Jury                     | 57351      | Juréens             | 3,17             | 1 383 (2022)                      | 436                |
| Jussy                    | 57352      | Jussiens            | 2,91             | 458 (2022)                        | 157                |
| Laquenexy                | 57385      | Cunésiens           | 9,09             | 1 254 (2022)                      | 138                |
| Lessy                    | 57396      | Lessyliens          | 2,85             | 794 (2022)                        | 279                |
| Longeville-lès-Metz      | 57412      | Longevillois        | 2,71             | 4 017 (2022)                      | 1 482              |
| Lorry-lès-Metz           | 57415      | Lorriots            | 6,09             | 1 726 (2022)                      | 283                |
| Lorry-Mardigny           | 57416      | Loreymardéniens     | 11,36            | 678 (2022)                        | 60                 |
| Marieulles               | 57445      | Marieullois         | 8,19             | 699 (2022)                        | 85                 |
| Marly                    | 57447      | Marlitrons          | 10,8             | 9 937 (2022)                      | 920                |
| La Maxe                  | 57452      | Maxois              | 7,55             | 1 058 (2022)                      | 140                |
| Mécleuves                | 57454      | Melantigniens       | 12,88            | 1 201 (2022)                      | 93                 |
| Mey                      | 57467      |                     | 1,91             | 308 (2022)                        | 161                |
| Montigny-lès-Metz        | 57480      | Montigniens         | 6,7              | 21 869 (2022)                     | 3 264              |
| Moulins-lès-Metz         | 57487      | Moulinois           | 6,98             | 5 161 (2022)                      | 739                |
| Noisseville              | 57510      | Noissevillois       | 2,6              | 1 103 (2022)                      | 424                |
| Nouilly                  | 57512      | Novillois           | 2,4              | 718 (2022)                        | 299                |
| Peltre                   | 57534      | Peltrois            | 8,37             | 1 803 (2022)                      | 215                |
| Plappeville              | 57545      | Plappevillois       | 2,54             | 2 025 (2022)                      | 797                |
| Pouilly                  | 57552      | Pauléens            | 5,11             | 927 (2022)                        | 181                |
| Pournoy-la-Chétive       | 57553      | Pioponneux          | 2,56             | 613 (2022)                        | 239                |
| Roncourt                 | 57593      | Roncourtois         | 6,73             | 1 048 (2022)                      | 156                |
| Rozérieulles             | 57601      | Rozérieullois       | 6,58             | 1 330 (2022)                      | 202                |
| Saint-Julien-lès-Metz    | 57616      | Saint-Juliennois    | 4,55             | 3 562 (2022)                      | 783                |
| Saint-Privat-la-Montagne | 57622      | Privatiens          | 5,84             | 1 873 (2022)                      | 321                |
| Sainte-Ruffine           | 57624      | Saint-Ruffinois     | 0,71             | 605 (2022)                        | 852                |
| Saulny                   | 57634      | Saulniens           | 9,8              | 1 572 (2022)                      | 160                |
| Scy-Chazelles            | 57642      | Scygéocastellois    | 4,52             | 2 665 (2022)                      | 590                |
| Vantoux                  | 57693      | Vantousiens         | 2,45             | 818 (2022)                        | 334                |
| Vany                     | 57694      |                     | 3,1              | 473 (2022)                        | 153                |
| Vaux                     | 57701      | Valois              | 6,63             | 786 (2022)                        | 119                |
| Vernéville               | 57707      | Vernévillois        | 9,18             | 676 (2022)                        | 74                 |
| Woippy                   | 57751      | Woippyciens         | 14,58            | 14 394 (2022)                     | 987                |

### Démographie
| 1968    | 1975    | 1982    | 1990    | 1999    | 2006    | 2011    | 2016    | 2022    |
| ------- | ------- | ------- | ------- | ------- | ------- | ------- | ------- | ------- |
| 183 534 | 202 692 | 209 931 | 218 185 | 226 605 | 228 375 | 224 638 | 223 783 | 230 314 |

### Transports
La métropole est devenue autorité organisatrice de la mobilité (AOM).

#### Impact énergétique et climatique

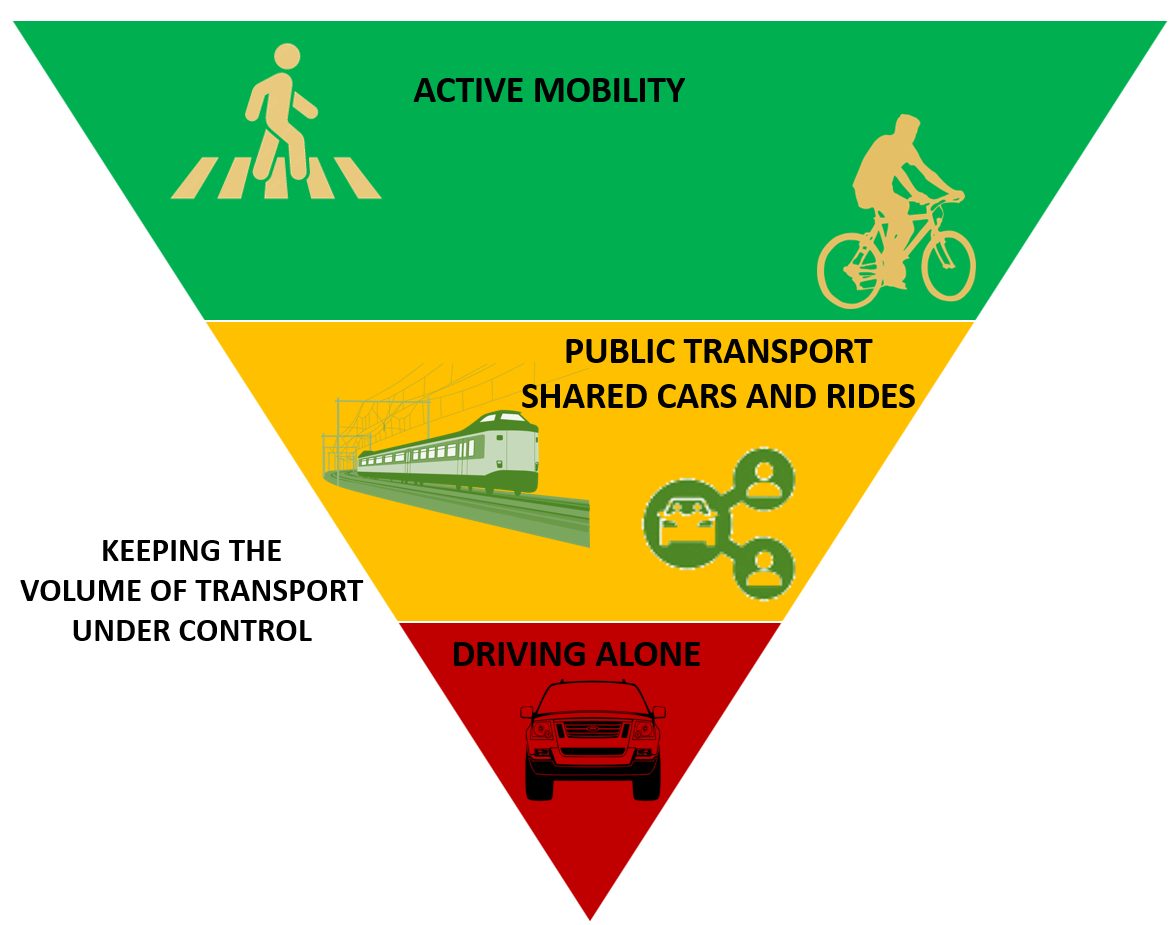
Pyramide de la mobilité, proposée par le projet européen Share North.

Énergie et effet de serre étant intimement liés, ATMO Grand Est tient à jour les statistiques énergétiques et climatiques de la métropole pour l'année 2020 et pour tous les secteurs, y compris les transports.
| -                              | Transports routiers | Autres transports |
| ------------------------------ | ------------------- | ----------------- |
| Carburant (GWh)                | 1 293               | 16                |
| Électricité (GWh)              | 1                   | 22                |
| Gaz à effet de serre (ktéqCO2) | 326                 | 5                 |

### Énergie et climat
Dans le cadre du schéma régional d'aménagement, de développement durable et d'égalité des territoires (SRADDET) du Grand Est, ATMO Grand Est tient à jour les statistiques énergétiques  des établissements publics de coopération intercommunale de la région sous forme de diagramme de flux.
L'énergie finale annuelle, consommée en 2020, est exprimée en gigawatts-heures,.
| -                          | GWh   |
| -------------------------- | ----- |
| Électricité                | 1 148 |
| Carburants ou combustibles | 2 895 |
| Chaleur primaire           | 493   |

L'énergie produite en 2020 est également exprimée en gigawatts-heures.
| -                          | GWh |
| -------------------------- | --- |
| Électricité                | 17  |
| Carburants ou combustibles | 60  |
| Chaleur primaire           | 335 |

Les gaz à effet de serre sont exprimés en kilotonnes équivalent CO2.
| -                     | ktéqCO2 |
| --------------------- | ------- |
| Liées à l'énergie     | 752     |
| Non liées à l'énergie | 76      |

## Administration

### Siège
Le siège de la métropole est situé à Metz.

### Les élus
Le conseil métropolitain se compose de 110 conseillers,, élus pour une durée de six ans.
Ils sont répartis comme suit :
| Nombre de conseillers | Communes               |
| --------------------- | ---------------------- |
| 49                    | Metz                   |
| 9                     | Montigny-lès-Metz      |
| 5                     | Woippy                 |
| 4                     | Marly                  |
| 2                     | Moulins-lès-Metz       |
| 1 (+1 suppléant)      | les 41 autres communes |

### Présidence
Le 15 avril 2008, Jean-Luc Bohl, maire de Montigny-lès-Metz succède à Jean-Marie Rausch à la présidence de la métropole. Son élection par 88 voix contre 80 face au maire socialiste de Metz, Dominique Gros est relativement inattendue.
Le 14 avril 2014, Jean-Luc Bohl est réélu président de Metz métropole avec 60 voix. Dominique Gros a récolté 42 voix en sa faveur, et Françoise Grolet (pt) 5 voix.
Le 8 juillet 2020, François Grosdidier est élu président de Metz Métropole avec 51 voix, Jean-Luc Bohl a récolté 46 voix en sa faveur et 2 votes blancs.
| Période        | Période        | Identité            | Étiquette   | Qualité |
| -------------- | -------------- | ------------------- | ----------- | --- |
| janvier 2002   | 15 avril 2008  | Jean-Marie Rausch   | Centriste   | Maire de Metz (1971-2008) |
| 15 avril 2008  | 8 juillet 2020 | Jean-Luc Bohl       | UDI         | Maire de Montigny-lès-Metz (depuis 2001) Conseiller général du canton de Montigny-lès-Metz (1998-2010) Conseiller régional de Lorraine (2010-2015) 1er Vice président de la région Grand Est (depuis 2016) |
| 8 juillet 2020 | En cours       | François Grosdidier | LR puis DVD | Maire de Metz (depuis 2020) Sénateur (2011-2020) Député (1993-1997; 2002-2011) Maire de Woippy (2001-2017)                                                                                                 |

### Compétences

#### Compétences obligatoires
En vertu de l'article L5217-2 du Code général des collectivités territoriales, la métropole exerce de plein droit, en lieu et place des communes membres l'ensemble des compétences suivantes :
En matière de développement et d'aménagement économique, social et culturel :
- Création, aménagement et gestion des zones d'activité industrielle, commerciale, tertiaire, artisanale, touristique, portuaire ou aéroportuaire.
- Actions de développement économique ainsi que participation au copilotage des pôles de compétitivité et au capital des sociétés d'accélération du transfert de technologie
- Construction, aménagement, entretien et fonctionnement d'équipements culturels, socioculturels, socio-éducatifs et sportifs d'intérêt métropolitain.
- Promotion du tourisme, dont la création d'offices de tourisme.
- Programme de soutien et d'aides aux établissements d'enseignement supérieur et de recherche et aux programmes de recherche, en tenant compte du schéma régional de l'enseignement supérieur, de la recherche et de l'innovation.

En matière d'aménagement de l'espace métropolitain :
- Schéma de cohérence territoriale et schéma de secteur.
- Plan local d'urbanisme et documents d'urbanisme en tenant lieu.
- Définition, création et réalisation d'opérations d'aménagement d'intérêt métropolitain.
- Actions de valorisation du patrimoine naturel et paysager.
- Constitution de réserves foncières.
- Organisation de la mobilité.
- Création, aménagement et entretien de voirie.
- Signalisation.
- Abris de voyageurs
- Parcs et aires de stationnement et plan de déplacements urbains.
- Création, aménagement et entretien des espaces publics dédiés à tout mode de déplacement urbain ainsi qu'à leurs ouvrages accessoires.
- Participation à la gouvernance et à l'aménagement des gares situées sur le territoire métropolitain.
- Établissement, exploitation, acquisition et mise à disposition d'infrastructures et de réseaux de télécommunications.

En matière de politique locale de l'habitat :
- Programme local de l'habitat.
- Politique du logement
- Aides financières au logement social.
- Actions en faveur du logement social.
- Actions en faveur du logement des personnes défavorisées.
- Amélioration du parc immobilier bâti, réhabilitation et résorption de l'habitat insalubre.
- Aménagement, entretien et gestion des aires d'accueil des gens du voyage.

En matière de politique de la ville :
- Élaboration du diagnostic du territoire et définition des orientations du contrat de ville.
- Animation et coordination des dispositifs contractuels de développement urbain, de développement local et d'insertion économique et sociale ainsi que des dispositifs locaux de prévention de la délinquance.
- Programmes d'actions définis dans le contrat de ville.

En matière de gestion des services d'intérêt collectif :
- Assainissement et eau.
- Création, gestion, extension et translation des cimetières et sites cinéraires d'intérêt métropolitain ainsi que création, gestion et extension des crématoriums.
- Abattoirs, abattoirs marchés et marchés d'intérêt national.
- Services d'incendie et de secours.
- Service public de défense extérieure contre l'incendie.

En matière de protection et de mise en valeur de l'environnement et de politique du cadre de vie :
- Gestion des déchets ménagers et assimilés.
- Lutte contre la pollution de l'air.
- Lutte contre les nuisances sonores.
- Contribution à la transition énergétique.
- Soutien aux actions de maîtrise de la demande d'énergie.
- Élaboration et adoption du plan climat-énergie territorial en cohérence avec les objectifs nationaux en matière de réduction des émissions de gaz à effet de serre, d'efficacité énergétique et de production d'énergie renouvelable.
- Concession de la distribution publique d'électricité et de gaz.
- Création, aménagement, entretien et gestion de réseaux de chaleur ou de froid urbains.
- Création et entretien des infrastructures de charge nécessaires à l'usage des véhicules électriques ou hybrides rechargeables.
- Gestion des milieux aquatiques et prévention des inondations.
- Autorité concessionnaire de l'État pour les plages.

#### Compétences facultatives
En vertu du Décret no 2017-1412 du 27 septembre 2017, la métropole exerce les compétences facultatives suivantes :
- Fourrière animale.
- Archéologie préventive.
- Création, gestion et entretien des sentiers de randonnée.

#### Compétences optionnelles
La métropole peut exercer à l’intérieur de son périmètre, en lieu et place du département par transfert conventionnel, l'ensemble des compétences suivantes :
- Attribution des aides au titre du fonds de solidarité pour le logement.
- Missions confiées au service public départemental d'action sociale.
- Adoption, adaptation et mise en œuvre du programme départemental d'insertion.
- Aide aux jeunes en difficulté.
- Actions de prévention spécialisée auprès des jeunes et des familles en difficulté ou en rupture avec leur milieu.
- Gestion des routes classées dans le domaine public routier départemental ainsi que de leurs dépendances et accessoires.
- Zones d'activités et promotion à l'étranger du territoire et de ses activités économiques.
- Personnes âgées et action sociale.
- Construction, reconstruction, aménagement, entretien et fonctionnement des collèges.
- Tourisme.
- Culture.
- Construction, exploitation et entretien des équipements et infrastructures destinés à la pratique du sport.

La métropole peut exercer à l’intérieur de son périmètre, en lieu et place de la région par transfert conventionnel, l'ensemble des compétences suivantes :
- Construction, reconstruction, aménagement, entretien et fonctionnement des lycées (accueil, restauration, hébergement, entretien général et technique).
- Développement économique.

### Organismes affiliés
- Metz Métropole développement
- Centre Pompidou-Metz
- Opéra-théâtre de Metz Métropole
- Musées de Metz Métropole La Cour d’or
- École supérieure d’art de Lorraine (ÉSAL)
- Conservatoire à rayonnement régional de Metz Métropole Gabriel-Pierné
- LE MET' (transports en commun, incluant le bus à haut niveau de service Mettis)
- Haganis
- Somergie
- Agence d'Urbanisme d'Agglomérations de Moselle (AGURAM)
- Transport en Commun de la Région Messine (TCRM)

### Régime fiscal et budget
Le régime fiscal de la communauté d'agglomération est la fiscalité professionnelle unique (FPU).